# 黄汉标 (1950年)
黄汉标（1950年9月—），男性，广东揭东观音山人，中华人民共和国军事人物。

## 生平
黄汉标生于揭东县玉湖镇观音山，1969年加入中国，人民解放军长期在陆军第五十四集团军任职，担任过一二七师师长，集团军副参谋长、后勤部部长、参谋长等。1994年任陆军第五十四集团军副军长。1996年晋升为少将军衔:1324。2000年出任陆军第五十四集团军军长。2004年时曾任“铁拳-2004”军事演习总指挥。2006年升任北京军区副司令员。2007年7月晋升为中将军衔。

## 家庭
据坊间传闻其为原中央军委副主席张万年上将的女婿，但没有任何依据。网上还有其他种种没有依据的说法，比如其妻是张万年家早年的小保姆，是张万年妻子的侄女。